# سیب شکم پر
سیب شکم پر (ترکی آذربایجانی: Alma dolması, ترکی استانبولی: Elma dolması) از سیب‌های پر شده با گوشت (بره) و برنج درست می‌شود. این مواد معمولاً شامل سیب سبز، گوشت چرخ کرده، برنج، پیاز، رب گوجه فرنگی، جعفری، نعناع، دارچین، نمک، فلفل سیاه و روغن نباتی است.